# آناستازیا کولسنیکووا
آناستاسیا کولسنیکووا (به انگلیسی: Anastasiya Kolesnikova) ژیمناست زادهٔ ۱۰ ژوئن ۱۹۸۳ میلادی اهل کشور روسیه است.